# European Federation of Radio Operated Model Automobiles
Die European Federation of Radio Operated Model Automobiles (EFRA) ist der höchste europäische Verband für Rennsport mit funkferngesteuerten Autos in Europa. Zugleich ist sie Mitglied in der IFMAR als europäischer Block.
Sie stellt sportliche und technische Reglements für die Europameisterschaften auf. Zusätzlich erstellt sie einen Terminkalender, der Europameisterschaften, Grand Prix und internationale Rennen in Europa enthält.
Gegründet wurde die EFRA im Mai 1973 in der Schweiz von den nationale Verbänden von Deutschland, Italien und der Schweiz. Unter der Führung des ersten Präsidenten Udo Eyers traten schon im November 1973 die Verbände von Frankreich, Jugoslawien und den Niederlanden bei.

## Mitglieder
Mitglieder im Jahre 2021 sind neben fördernden Firmen aus dem Bereich RC-Modellbau folgende nationale europäische Verbände:
- Österreichischer Funkmodellautoverband (OFMAV) – Österreich
- Federation Belge d'Automobiles (FBA) – Belgien
- Bulgarian Federation of Automodel Sports (BFAMS) – Bulgarien
- Hrvatski Automodelarski Savez (HAMS) – Kroatien
- RC Autoklub České republiky (RCACR) – Tschechien
- Dansk Automobil Sports Union (DASU) – Dänemark
- Eesti Automudelispordi Klubi (EAMK) – Estland
- AKK-Motorsport – Finnland
- Federation Française de Voitures Radio Commandées (FFVRC) – Frankreich
- Deutscher Minicar Club (DMC) – Deutschland
- British Radio Car Association (BRCA) – Vereinigtes Königreich
- Hellenic Modeling Federation (ELME) – Griechenland
- Magyar Modellező Szövetség (MMSZ) – Ungarn
- Radio Controlled Car Association Of Ireland (RCCAOI) – Irland
- Auto Model Sport Club Italiano (AMSCI) – Italien
- Fédération Luxembourgeoise d'AutoModélisme Radio-Commandé (FLAMRC) – Luxemburg
- Federation Monegasque de Modelisme (FMM) – Monaco
- Nederlandse Organisatie Modelauto Clubs (NOMAC) – Niederlande
- Norges Motorsportforbund (NMF) – Norwegen
- Stowarzyszenie NZG LOK – Polen
- Federação Portuguesa de Rádio Modelismo Automóvel (FEPRA) – Portugal
- Federația Română de Modelism – Rumänien (seit 2016)
- Modelárow Slovenka (ZVAZ) – Slowakei
- Federation of Model Car Clubs of Slovenia (ZAMS) – Slowenien
- Asociación Española de Coches A Radiocontrol (AECAR) – Spanien
- Svenska Bilsportförbundet (SBF) – Schweden
- Swiss R/C Car Clubs Association (SRCCA) – Schweiz
- Model Araba Sporları Derneği (MODEL – MCSAT) – Türkei
- Nationaler Ukrainischer Verband für Modellsportarten (UFAS) – Ukraine

## Europameisterschaften
Seit 1974 werden offiziell Europameister im RC-Sport gekürt. Es werden Titel in verschiedenen Klassen vergeben. Im Gegensatz zu den Weltmeisterschaften werden Europameisterschaften in den jeweiligen Klassen im jährlichen Rhythmus ausgetragen.
Folgende Titel werden aktuell vergeben:
- Großmodell Verbrenner Glattbahn
- Großmodell Verbrenner Offroad 2WD, 4WD und Short Course
- 1:8 Verbrenner Glattbahn (Klasse A und B)
- 1:8 Verbrenner Off-Road (Klasse A und B)
- 1:10 Verbrenner Tourenwagen (Klasse A und B)
- 1:10 Elektro Off-Road 2WD und 4WD
- 1:10 Elektro Tourenwagen
- 1:12 Elektro

### Meister Elektro Glattbahn
| Jahr | 1:12 Modified     | 1:12 Stock        | 1:10 Tourenwagen  | 1:10 Tourenwagen Stock | 1:10 Formel                | 1:10 FWD                | 1:12 GT Eurocup |
| ---- | ----------------- | ----------------- | ----------------- | ---------------------- | -------------------------- | ----------------------- | --------------- |
| 2024 | Michal Orlowski   | Simon Lauter      |                   |                        |                            |                         |                 |
| 2023 | Alexander Hagberg | Michal Orlowski   | Bruno Coelho      | Simon Lauter           | Andreas Stiebler (Eurocup) | Daniel Pöhlmann         |                 |
| 2022 | Michal Orlowski   | Michal Orlowski   | Bruno Coelho      | Oliver Bultynck        | Jan Ratheisky              | Stefan Schulz (Eurocup) | Stefan Schulz   |
| 2021 | - ***             | - ***             | - ***             | - ***                  | - ***                      | -                       | -               |
| 2020 | Alexander Hagberg | Jörn Neumann      | - ***             | - ***                  | - ***                      | -                       | Michal Orlowski |
| 2019 | Alexander Hagberg | Michal Orlowski   | Bruno Coelho      | Oliver Bultynck        | Jan Ratheisky              |                         | -               |
| 2018 | Alexander Hagberg | Ollie Payne       | Ronald Völker     | Max Mächler            | Jan Ratheisky              |                         | -               |
| 2017 | Alexander Hagberg | Hubert Hönigl     | Ronald Völker     | Alexandre Duchet       | Jan Ratheisky              |                         | -               |
| 2016 | Alexander Hagberg | Hubert Hönigl     | Ronald Völker     | Jan Ratheisky          | Jan Ratheisky              |                         | -               |
| 2015 | Alexander Hagberg | Hubert Hönigl     | Alexander Hagberg | Marec Cerny            | -                          |                         | -               |
| 2014 | Alexander Hagberg | Markus Mobers     | Ronald Völker     | Marec Cerny            | -                          |                         | -               |
| 2013 | Sakke Ahoniemi    | Markus Mobers     | Ronald Völker     | -                      | -                          |                         | -               |
| 2012 | - *               | - **              | - *               | Remi Callens           | -                          |                         | -               |
| 2011 | Sakke Ahoniemi    | Hubert Hönigl     | Marc Rheinard     | Ronald Völker          | -                          |                         | -               |
| 2010 | Juho Levanen      | Chris Kerswell    | Ronald Völker     | Ronald Völker          | -                          |                         | -               |
| 2009 | Hubert Hönigl     | Marc Fischer      | Jilles Groskamp   | Marc Rheinard          | -                          |                         | -               |
| 2008 | Marc Rheinard     | -                 | Marc Rheinard     | -                      | -                          |                         | -               |
| 2007 | Andy Moore        | -                 | Ronald Völker     | -                      | -                          |                         | -               |
| 2006 | Marc Rheinard     | -                 | Andy Moore        | -                      | -                          |                         | -               |
| 2005 | Sakke Ahoniemi    | -                 | Teemu Leino       | -                      | -                          |                         | -               |
| 2004 | Sakke Ahoniemi    | -                 | Jonas Kaerup      | -                      | -                          |                         | -               |
| 2003 | David Spashett    | -                 | Juho Levanen      | -                      | -                          |                         | -               |
| 2002 |                   |                   | Juho Levanen      | -                      | -                          |                         | -               |
| Jahr | =                 | PRO 10            | =                 | -                      | -                          |                         |                 |
| 2001 | David Spashett    | Markus Mobers     | David Spashett    |                        |                            |                         |                 |
| 2000 | David Spashett    | Andy Moore        | David Spashett    |                        |                            |                         |                 |
| 1999 | David Spashett    | David Spashett    | Andy Griffiths    |                        |                            |                         |                 |
| 1998 | David Spashett    |                   |                   |                        |                            |                         |                 |
| 1997 | Erik Jonk         | David Spashett    |                   |                        |                            |                         |                 |
| 1996 | David Spashett    | Erik Jonk         |                   |                        |                            |                         |                 |
| 1995 | David Spashett    | Marco de Marchi   |                   |                        |                            |                         |                 |
| 1994 | Oscar Jansen      | D. Gale           |                   |                        |                            |                         |                 |
| 1993 | David Spashett    | Oscar Jansen      |                   |                        |                            |                         |                 |
| 1992 | Oscar Jansen      | James Dearden     |                   |                        |                            |                         |                 |
| 1991 | Oscar Jansen      | Ralf Krause       |                   |                        |                            |                         |                 |
| 1990 | Jürgen Lautenbach | Jürgen Lautenbach |                   |                        |                            |                         |                 |
| 1989 | Christian Keil    |                   |                   |                        |                            |                         |                 |
| Jahr | =                 | Junioren 1:12     |                   |                        |                            |                         |                 |
| 1988 | Phil Davies       | S. Christiansen   |                   |                        |                            |                         |                 |
| 1987 | Christian Keil    | Ralf Krause       |                   |                        |                            |                         |                 |
| 1986 | Miki Leppälahti   | Martin Fliessbach |                   |                        |                            |                         |                 |
| 1985 | Andy Dobson       |                   |                   |                        |                            |                         |                 |
| 1984 | Phil Olsen        |                   |                   |                        |                            |                         |                 |
| 1983 | Micky Booth       |                   |                   |                        |                            |                         |                 |
| 1982 | Jimmy Davis       |                   |                   |                        |                            |                         |                 |
| 1981 | Neal Francis      |                   |                   |                        |                            |                         |                 |

* nicht ausgetragen, da IFMAR-Weltmeisterschaft im selben Jahr von der EFRA veranstaltet
** geplant, aber abgesagt
*** nicht ausgetragen wegen COVID-19-Pandemie

### Meister Offroad 1:8 und 1:10
Seit 1981 werden von der EFRA EM-Titel im Offroad-Bereich vergeben. Das erste Titelrennen wurde in der Klasse des Maßstabs 1:8 mit Verbrennungsmotoren ausgetragen. 2004 wurde diese Klassen dann aufgespalten in zwei Meisterschaften für Fahrer mit EFRA A- und B-Lizenz. Die erste EM für 1:10 Elektro-Buggies wurde 1985 ausgetragen. Schon vier Jahre später wurde auch diese in zwei Klassen für Heck- und Allradantrieb aufgespalten.
Seit 2010 wurden neue Europameisterschaften geschaffen, da die entsprechenden Klassen an Popularität gewannen.
| Jahr | Verbrenner 1:8 A   | Verbrenner 1:8 B        | Elektro 1:10 4WD | Elektro 1:10 2WD  | Verbrenner 1:8 40+ | Elektro 1:8          |
| ---- | ------------------ | ----------------------- | ---------------- | ----------------- | ------------------ | -------------------- |
| 2023 |                    | Rémy Bermudez           | Michal Orlowski  | Marcus Kaerup     |                    | Michal Orlowski      |
| 2022 | David Ronnefalk    | Max Götzl               | Marcus Kaerup    | Tommy Hall        | Graham Alsop       | Juan Carlos Canas    |
| 2021 | - *                | - *                     | - *              | - *               | - *                | - *                  |
| 2020 | - *                | - *                     | - *              | - *               | - *                | - *                  |
| 2019 | Riccardo Berton    | Daniel Bernabe          | David Ronnefalk  | Davide Ongaro     | Jon Hazlewood      | Davide Ongaro        |
| 2018 | Bruno Coelho       | Mattia Polito dal Bello | David Ronnefalk  | David Ronnefalk   | Robert Gustafsson  | Jean-Pierrick Sartel |
| 2017 | Robert Batlle      | Micha Widmaier          | Bruno Coelho     | Lee Martin        | Stéphane Deroch    | David Ronnefalk      |
| 2016 | Elliott Boots      | Juan Carlos Canas       | Jörn Neumann     | Neil Cragg        | Michael Wächter    | David Ronnefalk      |
| 2015 | Elliott Boots      | Riccardo Berton         | Michal Orlowski  | Lee Martin        | Stéphane Deroch    | Robert Batlle        |
| 2014 | David Ronnefalk    | Javier Pombo            | Jörn Neumann     | Jörn Neumann      | Robert Gustafsson  | -                    |
| 2013 | David Ronnefalk    | Marco Baruffolo         | Martin Bayer     | Jörn Neumann      | Peter Harder       | -                    |
| 2012 | Darren Bloomfield  | Alessandro Magi         | Jörn Neumann     | Lee Martin        | Sebastian Wartelle | -                    |
| 2011 | Robert Batlle      | Jonathan Bacro          | Jörn Neumann     | Lee Martin        | -                  | -                    |
| 2010 | Renaud Savoya      | R. Monteiro             | Lee Martin       | Lee Martin        | -                  | -                    |
| 2009 | Renaud Savoya      | David Ronnefalk         | Mark Rheinard    | Hubert Hönigl     | -                  | -                    |
| 2008 | Renaud Savoya      | Lee Martin              | Neil Cragg       | Neil Cragg        | -                  | -                    |
| 2007 | Robert Batlle      | Oliver Simon            | Hubert Hönigl    | Neil Cragg        | -                  | -                    |
| 2006 | Yannick Aigoin     | Riccardo Acciari        | Peter Pinisch    | Hubert Hönigl     | -                  | -                    |
| 2005 | Davide Tortorici   | Söhnke Matz             | Ellis Stafford   | Neil Cragg        | -                  | -                    |
| 2004 | Davide Tortorici   | Andreas Rauch           | Jörn Neumann     | Neil Cragg        | -                  | -                    |
|      | Verbrenner 1:8     | -                       | =                | =                 | -                  | -                    |
| 2003 | Matias Miguel      |                         | Neil Cragg       | Neil Cragg        |                    |                      |
| 2002 | Daniel Reckward    |                         | Chris Dougthy    | Neil Cragg        |                    |                      |
| 2001 | Daniel Reckward    |                         | Ian Kenningley   | Jukka Steenari    |                    |                      |
| 2000 | Alex Laffranchi    |                         | Jukka Steenari   | Hubert Hönigl     |                    |                      |
| 1999 | Daniel Vega Fries  |                         | Jukka Steenari   | Jukka Steenari    |                    |                      |
| 1998 | Yannick Aigoon     |                         | Jukka Steenari   | Craig Drescher    |                    |                      |
| 1997 | Daniel Reckward    |                         | Jukka Steenari   | Craig Drescher    |                    |                      |
| 1996 | Alessandro Catozzi |                         | Jukka Steenari   | Craig Drescher    |                    |                      |
| 1995 | Phillippe Lachat   |                         | Craig Drescher   | Jukka Steenari    |                    |                      |
| 1994 | Andrea Gennari     |                         | Craig Drescher   | Craig Drescher    |                    |                      |
| 1993 | Roberto Ghedini    |                         | Craig Drescher   | Craig Drescher    |                    |                      |
| 1992 | Roberto Ghedini    |                         | Ellis Stafford   | Craig Drescher    |                    |                      |
| 1991 | Frederic Veyssere  |                         | Craig Drescher   | Craig Drescher    |                    |                      |
| 1990 | Philip Boeri       |                         | Phil Davies      | Jürgen Lautenbach |                    |                      |
| 1989 | Andrea Pala        |                         | Stephan Oberle   | Jamie Booth       |                    |                      |
|      |                    |                         | Elektro 1:10     |                   |                    |                      |
| 1988 | Philip Boeri       |                         | Denis Blandin    |                   |                    |                      |
| 1987 | Didier Boulmier    |                         | Phil Davies      |                   |                    |                      |
| 1986 | Frederic Veyssere  |                         | Jose Rosas       |                   |                    |                      |
| 1985 | Maurizio Monesi    |                         | Neil Ward        |                   |                    |                      |
| 1984 | Pedro Martinez     |                         |                  |                   |                    |                      |
| 1983 | Pedro Martinez     |                         |                  |                   |                    |                      |
| 1982 | Michel Rodriguez   |                         |                  |                   |                    |                      |
| 1981 | Graziano Pajalunga |                         |                  |                   |                    |                      |

* nicht ausgetragen wegen COVID-19-Pandemie

### Meister Verbrenner Offroad 1:6
| Jahr | 2WD                | 4WD                | Short Course    |
| ---- | ------------------ | ------------------ | --------------- |
| 2023 | Wesley van Helmond | Sven Rodewald      | Matthew Stokes  |
| 2020 | - **               | - **               | - **            |
| 2019 | Roger Kousz        | Pekka Iivonen      | Emil Karamfilov |
| 2018 | Martin Kraus       | Dario Veseli       | Orhan Tekkan    |
| 2017 | Ken Walckiers      | Dario Veseli       | Mathew Perry    |
| 2016 | Rick Hofmann       | Dario Veseli       | Sven Rodewald * |
| 2015 | Patrick Sweinzer   | Jörg Michael Tiit  | -               |
| 2014 | Tim Van Der Elst   | Patrick Schweinzer | -               |
| 2013 | Valentin Peuziat   | Alexander Schmitt  | -               |
| 2012 | Dario Veseli       | -                  | -               |
| 2011 | Kay Koops          | -                  | -               |
| 2010 | Ian Oddie          | -                  | -               |

* laut EFRA-Terminkalender als Europameisterschaft ausgeschrieben, aber nur als "Short Course Challenge ausgetragen"
** nicht ausgetragen wegen COVID-19-Pandemie

### Meister Verbrenner Glattbahn
| Jahr | Tourenwagen 1:5       | Tourenwagen 1:5 GP Serie  | Formel 1:5        | Formel 1:5 GP Serie |
| ---- | --------------------- | ------------------------- | ----------------- | ------------------- |
| 2023 | Dario Veseli          |                           | Sébastien Marinot |                     |
| 2022 | Edoardo Reppeti       |                           | Sébastien Marinot |                     |
| 2021 | - ****                |                           | - ****            |                     |
| 2020 | - ****                | - ****                    | - ****            | - ****              |
| 2019 | - *                   | Bernard Alain Arnaldi *** | - *               | Tobias Gagesch ***  |
| 2018 | Markus Feldmann       | Bernard Alain Arnaldi **  | Kevin Stegmüller  | Maurizio Borsoni ** |
| 2017 | Bernard Alain Arnaldi | Edoardo Repetti **        | Toni Gil Marti    | Patrick Reints **   |
| 2016 | Giovanni Verbrugghe   | Markus Feldmann **        | Ales Bayer        | Patrick Reints **   |
| 2015 | Ales Bayer            | Markus Feldmann **        | -                 | Thorsten Hagel **   |
| 2014 | Bernard Alain Arnaldi | Jeffery van Wijk **       | -                 | Marko Grigic **     |
| 2013 | - *                   | Jeffery van Wijk **       | -                 | Marko Grigic **     |
| 2012 | Martin Bayer          | Hessel Roskam **          | Clark Wohlert *** | -                   |
| 2011 | Martin Bayer          | -                         | Marko Grigic      | -                   |
| 2010 | Markus Feldmann       | -                         | Martin Lissau     | -                   |
| 2009 | Markus Feldmann       | -                         | H. Stegmayer      | -                   |
| 2008 | Markus Feldmann       | -                         | Dario Veseli      | -                   |
| 2007 | Markus Feldmann       | -                         | G. Czerkuti       | -                   |
| 2006 | M. Briere             | -                         | Markus Feldmann   | -                   |
| 2005 | Cederic Prevot        | -                         | Markus Feldmann   | -                   |
| 2004 | Markus Feldmann       | -                         | Markus Feldmann   | -                   |
| 2003 | Markus Feldmann       | -                         | Clark Wohlert     | -                   |
| 2002 | Lamberto Collari      | -                         | R. Mock           | -                   |
| 2001 | Michael Mielke        | -                         | -                 | -                   |
| 2000 | Roland Iff            | -                         | -                 | -                   |
| 1999 | Lamberto Collari      | -                         | -                 | -                   |
| 1998 | Achim Bald            | -                         | -                 | -                   |
| 1997 | Oliver Bald           | -                         | -                 | -                   |
| 1996 | Massimo Fantini       | -                         | -                 | -                   |
| 1995 | Philippe Lachat       | -                         | -                 | -                   |

* nicht ausgetragen, da IFMAR-Weltmeisterschaft im selben Jahr von der EFRA veranstaltet
** nur Grand-Prix-Serie, kein offizieller EM-Titel
*** Grand-Prix-Serie als offizieller EM-Titel
**** Nicht ausgetragen wegen COVID-19-Pandemie
| Jahr | Tourenwagen 1:4     | Formel 1:4        | Sport 1:4                  | Motorrad 1:4     |
| ---- | ------------------- | ----------------- | -------------------------- | ---------------- |
| 1997 | Beat Lautenschlager | Stephane Godefroy | -                          | -                |
| 1996 | Arnand Chaussard    | -                 | -                          | -                |
| 1995 | -                   | -                 | Jean-Claude Berron         | -                |
| 1994 | -                   | -                 | A. Trettenbein             | -                |
| 1993 | -                   | -                 | W. Stumpf                  | -                |
| 1992 | -                   | -                 | G. Frühwirth               | -                |
| 1991 | -                   | -                 | M. Bayer                   | -                |
| 1990 | -                   | -                 | Helmut Hohmeister M. Bayer | -                |
| 1989 | -                   | -                 | G. Alberghini              | J. Jorgensen     |
| 1988 | -                   | -                 | Horst Weck                 | R. Tradii        |
| 1987 | -                   | -                 | -                          | Manfred Hallmann |
| 1986 | -                   | -                 | -                          | F. Berlam        |

| Jahr | Titel                                   |                   |
| ---- | --------------------------------------- | ----------------- |
| 2017 | Europameisterschaft Formel 1:5 40+      | Ivo Day           |
| 2017 | Europameisterschaft Tourenwagen 1:5 40+ | Harald Reitprecht |
| 2016 | Eurocup Formel 1:5 40+                  | Ernst Utz         |
| 2016 | Eurocup Tourenwagen 1:5 40+             | Sven Müller       |

#### Meister 1:8
| Jahr | Gruppe C A        | Gruppe C B                   | Sport 40+           | Standard              |
| ---- | ----------------- | ---------------------------- | ------------------- | --------------------- |
| 2023 | Dario Balestri    | -                            |                     | -                     |
| 2022 | Dominic Greiner   | -                            | Michael Salven      | -                     |
| 2021 | - ***             | -                            | - ***               | -                     |
| 2020 | - ***             | - ***                        | - ***               | -                     |
| 2019 | Dario Balestri    | Eric Marangon                | David Billard       | -                     |
| 2018 | Simon Kurzbuch    | Generoso Mazza               | Michael Salven      | -                     |
| 2017 | - **              | -                            | Lars Haugen         | -                     |
| 2016 | Robin D'Hondt     | - *                          | Luca Martinelli     | -                     |
| 2015 | Oliver Mack       | Luca Piromalli               | Luca Martinelli     | -                     |
| 2014 | Dario Balestri    | Anthony Abisset              | Frank Baggen        | -                     |
| 2013 | Jilles Groskamp   | Daniel Sieber                | Andrea Hächler      | Serge Christiany      |
| 2012 | Robert Pietsch    | Arnaud Matthieu              | Eric Nougier        | Christophe Bataillard |
| 2011 | Lamberto Collari  | Mirko Salemi                 | Andreas Guisa       | -                     |
| 2010 | Robert Pietsch    | Alberto Tedeschi             | Alain Levy          | -                     |
| 2009 | - **              | Carmine Raiola               | Jacky Mouton        | -                     |
| 2008 | Jernej Vuga       | Richard Volta                | Richard Keur        | -                     |
| 2007 | Lamberto Collari  | Jernej Vuga                  | Eric Nougier        | -                     |
| 2006 | Fabio Domanin     | A. Cristiani                 | Eric Nougier        | -                     |
| 2005 | Daniele Ielasi    | Steven Cuypers               | Dave Dixon          | -                     |
| 2004 | Adrian Bertin     | Dario Balestri               | Enrico Burato       | -                     |
| 2003 | Massimo Fantini   | Richard Volta                | Enrico Burato       | -                     |
| 2002 | Daniele Ielasi    | Christian Wurst              | Manfred Binder      | -                     |
| 2001 | -                 | Jean-Claude Berron           | Manfred Binder      | -                     |
| 2000 | Michael Salven    | Dario Balestri               | Jakob Bühler        | -                     |
| Jahr | =                 | =                            | =                   | PRO OPEN              |
| 1999 | -                 | Henrik Petersen              | Hans-Peter Gerber   | Oliver Mack           |
| 1998 | Lamberto Collari  | Arnaud Chaussard             | Willi Born          | -                     |
| 1997 | -                 | Lorenzo Piromalli            | Karl-Heinz Meister  | Michael Salven        |
| 1996 | Lamberto Collari  | Björn Verdev                 | Jan Kaech           | -                     |
| Jahr | Sport             | Tourenwagen                  | =                   | =                     |
| 1995 | -                 | Stefano Puccinelli           | Martin Wenger       | Michael Salven        |
| 1994 | Michael Salven    | Jack De Pijer                | Karl-Heinz Wilke    | Michael Salven        |
| 1993 | Alessandro Aspesi | E. Busschers                 |                     |                       |
| Jahr | =                 | =                            | Formel              | Jugend Formel         |
| 1992 |                   | Hans-Bertram Keßler          | Stefano Solaroli    |                       |
| 1991 | Massimo Fantini   | Carlo Marchetti              |                     |                       |
| 1990 | Michele Baruzzi   | Bengt Andersson              |                     |                       |
| 1989 |                   | C. Dudfield                  | Jürgen Bähr         |                       |
| 1988 | Lamberto Collari  | Jacky Ermen                  |                     |                       |
| 1987 |                   | Paul Cook                    | Albert Grob         | N.Sayles              |
| 1986 | Rody Roem         | A: Jakob Bühler B: T. Schaer |                     | Michele Baruzzi       |
| 1985 | Jakob Bühler      | A: Collet B: Bernard         |                     | Michele Baruzzi       |
| 1984 | Steve White       | Vittoriano Orazi             |                     | Robert Speck          |
| 1983 | Hermes Tadiello   | Steve White                  | Roberto Bartolomasi | Zanada                |
| 1982 | Giulio Ghersi     | Michael Mielke               | Giulio Ghersi       | Marco Thomä           |
| 1981 | Pieter Bervoets   |                              | Phil Greeno         |                       |
| 1980 | Ron Ton           |                              | Pieter Bervoets     |                       |
| 1979 | Giulio Ghersi     |                              | Pieter Bervoets     |                       |
| 1978 | Dave Martin       |                              | B. Thiraus          |                       |
| 1977 | Per Gustafsson    |                              | Udo Franke          |                       |
| 1976 | Ron Ton           |                              | Vittorio Collina    |                       |
| 1975 | Franco Sabattini  |                              | Franco Sabattini    |                       |
| 1974 | Vittorio Merlotti |                              | Franco Sabattini    |                       |

| Jahr | Klasse            | Fahrer                |
| ---- | ----------------- | --------------------- |
| 2023 | GT 1:8 Verbrenner | Bernard Alain Arnaldi |
| 2023 | GT 1:8 Elektro    | Alessio Mazzeo        |
| 2022 | GT 1:8 Verbrenner | Bernard Alain Arnaldi |
| 2020 | GT 1:8            | - ***                 |
| 1988 | Jugend Sport      | Roger Sahli           |
| 1985 | Standard          | Michele Baruzzi       |

* abgesagt, wegen zu geringer Anzahl an Nennungen
** wegen WM-Lauf dieser Klasse in der EFRA Region nicht ausgetragen
*** nicht ausgetragen wegen COVID-19-Pandemie

#### Meister 1:10
| Jahr | TW 1:10 200 mm A   | TW 1:10 200 mm B   | -                   | TW 1:10 200 mm 40+   |
| ---- | ------------------ | ------------------ | ------------------- | -------------------- |
| 2023 | Toni Gruber        | -                  | -                   |                      |
| 2022 | Dominic Greiner    | -                  | -                   | Traugott Schär       |
| 2021 | - *                | -                  | -                   | - *                  |
| 2020 | - *                | -                  | -                   | - *                  |
| 2019 | Dominic Greiner    | -                  | -                   | Jean-Baptiste Geneau |
| 2018 | Teemu Leino        | -                  | -                   | Julius Kolff         |
| 2017 | Toni Gruber        | Max Berger         | -                   | Andreas Husman       |
| 2016 | - *                | - *                | -                   | Gerhard Kandelhart   |
| 2015 | Bruno Coelho       | Tom Krägefski      | -                   | Traugott Schär       |
| 2014 | Robert Pietsch     | Thilo Tödtmann     | -                   | Frank Andersen       |
| 2013 | Alessio Mazzeo     | Luca Radaelli      | -                   | Bernd Hasselbring    |
| 2012 | Manuel Huber       | Frederic Bourillon | -                   | Bernd Hasselbring    |
| 2011 | Robert Pietsch     | Patrick Nähr       | -                   | Bernd Hasselbring    |
| 2010 | Martin Christensen | Mathieu Wullyamoz  | -                   | -                    |
| Jahr | =                  | =                  | TW 1:10 235 mm      | TW 1:10 235 mm 40+   |
| 2009 | Dirk Wischnewski   | Freddy Südhoff     | C. Peracho          | -                    |
| 2008 | Richard Volta ?    | Dirk Wischnewski   | Julius Kolff        | -                    |
| 2007 | Dario Balestri     | Alessio Mazzeo     | Glenn Beal          | -                    |
| 2006 | Dario Balestri     | -                  | Alain Levy          | -                    |
| 2005 | David Spashett     | -                  | Alain Levy          | -                    |
| 2004 | Michael Salven     | -                  | Alain Levy          | -                    |
| 2003 | Michael Salven     | -                  | Alain Levy          | I. Censi             |
| 2002 | -                  | -                  | Martin Christensen  | Helmut Höller        |
| 2001 | -                  |                    | Gerhard Kandelhardt | Jakob Bühler         |
| 2000 | -                  | -                  |                     | Maurizio Busnardo    |
| 1999 | -                  |                    | Christoph Pietsch   | Hans-Betram Keßler   |
| 1998 | -                  | -                  | Julius Kolff        | -                    |
| 1997 | -                  | -                  | Oyvin Andersen      | -                    |
| 1996 | -                  | -                  | Bas Janmaat         | -                    |
| 1995 | -                  | -                  | Julius Kolff        | -                    |
| 1994 | -                  | -                  | Ben Kelsall         | -                    |

* nicht ausgetragen wegen COVID-19-Pandemie